# ラオス国営航空301便墜落事故
ラオス国営航空301便墜落事故（ラオスこくえいこうくう301びんついらくじこ）は、2013年10月16日にラオスで発生した航空事故である。ラオス国営航空の旅客機がメコン川に墜落した。事故調査報告書では、事故原因は乗員が定められた進入復行手順を適切に実施しなかったためであると結論された。

## 事故概要
現地時間の10月16日14時45分頃、ラオス国営航空QV301便が、首都ビエンチャンから南部のパークセー郡に向かう途中、目的地のパークセー国際空港から6km程手前のメコン川に墜落した。事故当日は台風25号（ナーリー）の影響で天候が悪化しており、301便は一度着陸復行していた。301便は着陸復行後、進入しなおす途中（ダウンウィンド・レグ）で一旦地面に強く叩きつけられた後、メコン川に墜落した。
事故機のRDPL-34233は2013年3月にラオス国営航空に納入された機体で、飛行時間はわずか758時間であった。

## 結果
外国人27人を含む乗客44人や乗務員5人が全て死亡したと確認された。乗客らは衝撃により死亡したとされる。
| 国             | 乗客 | 乗務員 | 合計 |
| -------------- | ---- | ------ | ---- |
| ラオス         | 16   | 4      | 20   |
| フランス       | 7    | –      | 7    |
| オーストラリア | 6    | –      | 6    |
| タイ           | 5    | –      | 5    |
| 韓国           | 3    | –      | 3    |
| ベトナム       | 3    | –      | 3    |
| カンボジア     | –    | 1      | 1    |
| 中国           | 1    | –      | 1    |
| マレーシア     | 1    | –      | 1    |
| 台湾           | 1    | –      | 1    |
| アメリカ合衆国 | 1    | –      | 1    |
| 合計           | 44   | 5      | 49   |

## 事故調査
ラオス民間航空局は事故を受けて調査を開始し、機体を製造したATRとフランス航空事故調査局 (BEA) が支援した。BEAは調査官4名をラオスに派遣した。
機体の残骸は同年10月22日にメコン川から引き揚げられた。フライトデータレコーダーとコックピットボイスレコーダーも事故から3週間のうちにメコン川から引き揚げられた。
公式事故調査報告書は2014年11月に公開され、事故原因は悪天候により着陸復行した際、乗員が定められた進入復行手順を適切に実施しなかったために地上に激突したものとされた。フライトデータの解析により、乗員は進入復行経路で定められた高度に達しないまま右旋回していたことが明らかになった。具体的には、乗員が進入復行経路に従わず高度600フィートで飛行したため機体システムが高度捕捉モードに遷移していた。その後、高度が低すぎることに気付いた乗員が高度を上げようとして急激に機首上げ操作を行い、仰角が33°にまで達していた。続いて機体が木にぶつかり、胴体をメコン川の土手に打ち付けてからメコン川に突っ込んだ。